# نيكولا لا غرينغ
نيكولا لا غرينغ (بالفرنسية: Nicolas La Grange)‏ هو مترجم وكاتب مسرحي ومؤلف وكاتب فرنسي، ولد في 1707 في مونبلييه في فرنسا، وتوفي في 1767 في باريس في فرنسا.